# Кінофестиваль у Мауї

Логотип кінофестивалю у Мауї

Кінофестиваль у Мауї (англ. Maui Film Festival) — американський кінофестиваль, який щорічно проводиться на острові Мауї, штат Гаваї .